# Pogreška u stranici
Pogreška u stranici (eng. page fault) je iznimka koju softveru podiže sklopovlje kad program pristupi stranici koja je mapirana u virtualnom adresnom prostoru, ali nije učitana u fizičku memoriju. U tipičnom slučaju operacijski sustav pokušava rukovati pogreškom u strnaici stvarajući stranicu koju se zahtijevalo dostupnom na lokaciji fizičke memorije ili "ubija" program u slučaju neovlaštena pristupa. Sklopovlje koje otkrije pogrešku u stranici je jedinica upravljanja memorijom (MMU) u procesoru.  Softver koji se bavi upravljanjem iznimkama koji se bavi pogreškom u stranici je općenito dijelom operacijskog sustava.